# Grgur iz Nareka
Grgur iz Nareka (Reshtuniq, 951. – Narekavank, 1003. ili 1011.), armenski pjesnik, filozof, teolog, predstavnik ranoarmenskoga preporoda, mistik i svetac. 

## Životopis
Rodio se je u obitelji kneza Hosrova Andzevacija, teologa, mislioca i autora mnogih vjerskih djela. Nakon smrti žene Hozrov otac šalje svoje sinove Izaka, Ovanesa (Ivana) i maloljetnoga Grigora (Grgura) u samostan radi stjecanja znanja. Kasnije se je i sam Hozrov zaredio i postao biskup.
Gotovo cijeli svoj život Grgur je proveo u narekskom samostanu koji je imao bogatu knjižnicu u kojoj se je upoznao s djelima antičkih filozofa i crkvenih otaca. U samostanu je postao vardapet (vjeroučitelj, nastavnik) te je predavao u samostanskoj školi. Grgur je jedan od najboljih autora tumačenja "Pjesma nad pjesmama" (977.) i mnogobrojnih pjesničkih djela. Pjesništvo Grgura iz Nareka prožeto je biblijskim temama. Nastanak stvaralaštva Grgura obuhvaća filozofiju novoplatonizma, a također djela Grgura Nisenskoga, Hipolita Rimskoga, Epifranije Salaminskoga, Origena, Grgura Nazijanskoga, Bazilija Velikoga i Ivana Antiohijskoga (Zlatoustoga).
U pjesničkom stvaralaštvu ima nekoliko hvalospjeva i drugih djela: "Hvalospjev sv. Apostolima", "Hvalospjev sv. Križu", "Hvalospjev sv. Bogorodice", "Povijest aparanskoga križa", "Hvalospjev Jakovu, nizibijskomu biskupu", "Poslanica protiv tondraijske sljedbe". Najpoznatija mu je lirsko-mistična poema "Knjiga tužnih vjerskih pjesama" (1002.) ili "Pjesme žalopojke". Pjesnik tuži o svojoj nesavršenosti, duhovnoj slabosti, nemoćnosti i bespomoćnosti pred svjetovnom taštinom. Grgur stalno ispovijeda grijehe i moli od Boga oprost ne samo za sebe nego i za sve ljude. U doslovnom smislu to su "pjesme žalopojke" ili "stihovi-tužaljke".
Poema je prvi put tiskana 1673. god. u gradu Marseilleu, a prije toga se širila u rukopisima. Najstariji sačuvani rukopis datira iz 12. st. Prevedena je na mnoge jezike, ali još uvijek nema prijevoda poeme "Knjiga tužnih pjesama" na hrvatski jezik. 

## Ostavština
Godine 1985. skladatelj Alfred Schnittke (1934. – 1998.) napisao je "Koncert za mješoviti zbor u četiri dijela" na stihove Grgur iz Nareka. U Buenos Airesu postoji Armenska katolička biskupija koja je nazvana u čast G. Nerekacija.
Armen Nersisyan, profesor psihijatrije, razvio je jedinstvenu vrstu terapije na temelju Grgurovih "Tužaljki", pod nazivom "Narekabuzhutyun" (arm.: Նարեկաբուժություն). Nersisyan tvrdi kako ta terapija liječi u potpunosti ili barem djelomično mnoge bolesti, uključujući shizofreniju, hepatitis C, periodične bolesti, simptome stresa i depresije.

## Štovanje
Grgur Narek se časti kao svetac u Armenskoj apostolskoj Crkvi i Rimokatoličkoj Crkvi. Njegovo ime se spominje u Rimskom martirologiju na dan 27. veljače. Papa Ivan Pavao II. spominje Grgura iz Narek na nekoliko mjesta kao npr. u svojoj enciklici "Redemptoris Mater" i u svom apostolskom pismu za 1700-tu godišnjicu pokrštenja Armenaca.
Njegovo ime se spominje u članku 2678 Katekizma Katoličke Crkve. Dana 21. veljače 2015. godine, objavljeno je kako će sveti Grgur iz Narek biti imenovan crkvenim naučiteljem. 12. travnja 2015. godine papa Franjo je slavio misu na kojoj je obilježena stogodišnjica Genocida nad Armencima. Papa je slavio misu s patrijarhom Armenske katoličke crkve, Narzesom Petrom XIX. Tarmunijem, a prisutni su bili i Karekin II., katolikos svih Armenaca i Aram I., katolikos Svete Stolice Cilicije. Tom prigodom papa je sv. Grgura proglasio crkvenim naučiteljem. Taj je događaj Vatikanska država obilježila izdavanjem poštanske marke, izdane 2. rujna 2015.